# 印尼雞湯
印尼雞湯是一種黃色、帶香辣的雞湯，內有隆東飯（或稱馬來粽）、粉絲或麵條。流行於印尼、新加坡、馬來西亞和蘇里南。在湯中加入薑黃為湯水帶來黃色。
這是印尼菜中最受歡迎的湯品。除了雞肉和粉絲，其他配料有水煮雞蛋、炸馬鈴薯塊、唐芹葉和炸紅蔥頭。有時可加椰奶。也可加入蝦片粉末和炸蒜頭或參巴醬。蝦餅或恩兵也是常見的配料。